# Großer Preis von Belgien 1962
Der Große Preis von Belgien 1962 (offiziell XXII Grote Prijs van Belgie) fand am 17. Juni auf dem Circuit de Spa-Francorchamps in Spa statt und war das dritte Rennen der Automobil-Weltmeisterschaft 1962.

## Berichte

### Hintergrund
Nachdem Ferrari die Automobilweltmeisterschaft 1961 dominiert hatte, gab es 1962 interne Probleme, die zum Verlust der Dominanz und größeren personellen Umstrukturierungen führten. Davon betroffen waren auch diverse Fahrerwechsel, beim Großen Preis von Belgien änderte Ferrari zum dritten Mal in Folge die Fahrerpaarung. Für Lorenzo Bandini fuhr wieder Giancarlo Baghetti, der bereits beim ersten Saisonrennen Fahrer für Ferrari gefahren war. Phil Hill, Willy Mairesse und Ricardo Rodríguez waren auf die anderen drei Wagen gemeldet, pausierten anschließend jedoch ebenfalls für eine unterschiedliche Anzahl von Rennen.
Cooper und B.R.M. verwendeten ab dem Großen Preis von Belgien für beide Fahrer den neuen Saisonwagen. Tony Maggs fuhr das erste Mal den neuen Cooper T60, nachdem zuvor nur sein Teamkollege Bruce McLaren diesen Wagen zur Verfügung hatte. Bei B.R.M. waren zwei BRM P57 auf Graham Hill und Richie Ginther gemeldet. Nur bei Lotus verwendete man weiterhin einen Lotus 25 für Jim Clark und einen Lotus 24 für Trevor Taylor. Porsche setzte das Rennen aufgrund eines Streiks in der Porsche-Fabrik aus. Porsche-Fahrer Dan Gurney fuhr aus diesem Grund das einzige Mal in seiner Karriere einen Lotus für das Autosport Team Wolfgang Seidel.
Viele Teams meldeten private Fahrzeuge für das Rennen, die meisten einen Lotus 24. John Campbell-Jones debütierte in der Automobilweltmeisterschaft und fuhr sein einziges Saisonrennen für Emeryson Cars auf einem Emeryson 1006, der jedoch nicht konkurrenzfähig war. Aus diesem Grund verwendete er einen Lotus 18 für das Training und das Rennen. Das Bowmaker Racing Team hatte einen Lola Mk4 für John Surtees gemeldet, Roy Salvadori pausierte für ein Rennen. Lucien Bianchi fuhr sein erstes Saisonrennen für die Equipe Nationale Belge und Jo Siffert für die Ecurie Filipinetti.
Mit Jack Brabham und Phil Hill nahmen zwei ehemalige Sieger am Rennen teil, bei den Konstrukteuren war zuvor Ferrari viermal erfolgreich, Cooper einmal. In der Fahrerwertung waren Graham Hill und Phil Hill punktgleich, Dritter war McLaren mit einem Punkt Rückstand. Die Konstrukteurswertung wurde von Cooper angeführt, die einen Punkt mehr als B.R.M. und Ferrari hatten. Eine Woche vor dem Rennen fanden zwei nicht zur Automobilweltmeisterschaft zählende Rennen statt. Surtees gewann auf Lola das erste ausgetragene International 2000 Guineas, Ireland auf Lotus die Crystal Palace Trophy.

### Training
Graham Hill dominierte das Training und sicherte sich die erste Pole-Position seiner Karriere. Er war dabei 1,8 Sekunden schneller als der Zweitplatzierte McLaren. Für B.R.M. war es die zweite Pole-Position der Teamgeschichte, nachdem das Team mit Jo Bonnier zuvor zuletzt beim Großen Preis der Niederlande 1959 von Startplatz eins gestartet war. Für Graham Hill und B.R.M. blieb es die einzige Pole-Position der Saison.
Taylor qualifizierte sich auf Rang drei vor Phil Hill. Somit waren wie in den vorherigen Rennen mehrere Konstrukteure auf den ersten Startplätzen vertreten. Bester Startplatz eines Fahrers mit privaten Wagen war Position fünf von Innes Ireland. Er qualifizierte sich vor den beiden Ferrari von Mairesse und Rodríguez. Die ersten Zehn wurden Gregory, Ginther und Maggs vervollständigt. Surtees qualifizierte seinen Lola auf Rang elf, De Beaufort ging mit dem einzigen Porsche im Feld von Rang 13 aus ins Rennen. Clark erreichte nach technischen Problemen, die den Einbau eines neuen Motors notwendig machten den zwölften Startplatz. Da er am Samstagstraining nicht teilnehmen konnte und der neue Motor erst danach geliefert und eingebaut wurde nutzte Clark die öffentlichen Straßen im Umfeld der Rennstrecke um seinen Wagen in Verbindung mit dem neuen Aggregat zu testen. Einen weiteren Zwischenfall gab es beim Samstagstraining als die Ferrari-Mechaniker die Motorabdeckung von Baghettis Wagen nicht richtig befestigten und er diese vor der Eau Rouge verlor und dadurch verunfallte, jedoch unverletzt blieb.
Alle Fahrer qualifizierten sich für den Grand Prix, auch Campbell-Jones, obwohl er mit seinem veralteten Lotus 18 eine halbe Minute langsamer war als Graham Hill. Er fuhr seine schnellste Trainingszeit jedoch mit einem Emeryson, der durch einen Getriebeschaden ausfiel. Daraufhin lieh Campbell-Jones sich einen Lotus 24 und nahm mit diesem Wagen am Rennen teil.

### Rennen
Gurney trat zum Start nicht an, da er fand, dass sein Wagen nicht konkurrenzfähig und unfahrbar sei. Graham Hill gewann das Startduell gegen McLaren. Dahinter duellierten sich in der ersten Rennrunde Taylor und Mairesse, Clark verbesserte sich auf Rang fünf. Phil Hill und Ireland hingegen verloren mehrere Positionen. Ireland schied wenige Runden später mit einem Aufhängungsschaden aus. An der Spitze entwickelte sich ein Duell zwischen Graham Hill und seinen beiden Verfolgern Taylor und Mairesse, bei dem die Positionen oft wechselten. Für beide Fahrer war der Große Preis von Belgien 1962 das einzige Rennen, das sie im Rahmen der Automobilweltmeisterschaft anführten. Graham Hill führte die erste Runde an, wurde dann von Taylor überholt, bevor in Runde vier Mairesse die Führung übernahm. Clark war kurzzeitig Vierter, ließ sich aber auf Platz fünf zurückfallen, um seinen Motor zu schonen. Clark behielt dabei einen konstanten Rückstand zu den ersten vier Fahrzeugen, baute den Vorsprung auf die Kontrahenten jedoch kontinuierlich aus. In Runde sechs übernahm Mairesse erneut die Führung. Taylor konterte zwei Runden später. Unterdessen überholte Clark sowohl McLaren als auch Graham Hill und ging anschließend auch an Taylor und Mairesse vorbei. Ab der Runde neun führte Clark das Rennen an, während der Zweikampf zwischen Taylor und Mairesse weiterging.
Nachdem Ireland in Runde acht ausgeschieden war, stellten weitere Fahrer ihre Wagen aufgrund technischer Probleme ab. Gregory gab in Runde 13 auf, McLaren beendete sein Rennen in Runde 19. Zwei Getriebeschäden traten außerdem an den Fahrzeugen von Maggs und Ginther auf. Für beide war der Grand Prix in Runde 22 beendet. Drei Runden später kam es zu einem schweren Unfall zwischen Taylor und Mairesse. Nachdem die beiden Fahrer sich in den Runden zuvor mehrfach gegenseitig überholt hatten, attackierte Mairesse seinen Gegner und traf ihn dabei am Rad. Beide Fahrzeuge drehten sich aufgrund der Kollision von der Strecke. Taylors Lotus wurde kurz vor einem Telegrafenmast erneut vom Ferrari getroffen und kollidierte somit in einem günstigeren Winkel und nicht seitwärts mit dem Hindernis. Der Ferrari von Mairesse hingegen überschlug sich und brannte anschließend völlig aus. Taylor überstand den Unfall unverletzt und befreite sich aus seinem Lotus. Anschließend half er einigen Zuschauern dabei, Mairesse aus dem brennenden Fahrzeug zu befreien. Mairesse überlebte den Unfall mit leichten Verbrennungen, die ihn zwangen, drei Monate vom Rennsport zu pausieren. Surtees, der gesehen hatte, wie Taylor ausgestiegen war, fuhr langsam an der Lotus-Box vorbei, um den Teammitgliedern von Lotus zu verstehen zu geben, dass ihr Fahrer unverletzt ist.
Clark dominierte das Rennen, fuhr die schnellste Rennrunde und hatte im Ziel mehr als 40 Sekunden Vorsprung auf die Konkurrenz. Dies war sein erster Sieg bei einem Grand Prix der Automobilweltmeisterschaft und bildete den Auftakt zu einer Serie von Siegen in den folgenden Jahren, durch die er 1968 den Rekord der meisten Rennsiege von Juan Manuel Fangio brach. Dies war auch der erste Sieg für den Lotus 25, dem ersten Wagen mit Monocoque. Clark gewann den Großen Preis von Belgien auch in den folgenden drei Jahren. Er selbst mochte die Strecke aber nicht, da sie ihm wie vielen anderen Fahrern auch zu gefährlich war. Diese Meinung wurde bekräftigt durch die zwei tödlichen Unfälle beim Großen Preis von Belgien 1960, zwei Jahre zuvor.
Zweiter wurde Graham Hill vor Phil Hill auf Position drei, der das letzte Mal in seiner Karriere einen Podestplatz erzielte. Trotz dass er der einzige Fahrer war, der bei den ersten drei Saisonrennen dreimal auf dem Podest stand, sank sein Ansehen bei Ferrari und der Teamchef beschwerte sich nach dem Rennen bei Enzo Ferrari über Phil Hills Leistung. Später in der Saison verließ Phil Hill das Team und erreichte die früheren Erfolge nicht mehr.
Vierter des Rennens wurde Rodríguez, er kam nur eine Zehntelsekunde hinter Phil Hill ins Ziel. Er war zu diesem Zeitpunkt 20 Jahre und 123 Tage alt und wurde der jüngste Pilot, der Punkte in der Automobilweltmeisterschaft erzielte. Dieser Rekord wurde erst Jahrzehnte später von Jenson Button, zu diesem Zeitpunkt 20 Jahre und 67 Tage alt, gebrochen, der beim Großen Preis von Brasilien 2000 Sechster wurde. Außerdem war Rodríguez der erste mexikanische Fahrer, der Punkte in der Automobilweltmeisterschaft erzielte. Weitere Punkte für Lola erzielte Surtees mit Platz fünf, Brabham wurde Sechster und fuhr das erste Mal mit seinem eigenen Team in die Punkte. Siebter wurde De Beaufort vor Trintignant, Bianchi und Siffert. Auf Rang elf wurde Campbell-Jones mit 16 Runden Rückstand klassifiziert.
In der Fahrerwertung baute Graham Hill seinen Vorsprung auf Phil Hill aus, Clark war mit neun Punkten neuer Dritter. Cooper erreichte keine Punkte beim Großen Preis von Belgien und verlor damit in der Konstrukteurswertung drei Plätze. B.R.M. war neuer Führende mit 16 Punkten vor Lotus mit 15 und Ferrari mit 14.

## Meldeliste
| Team                           | Nr. | Fahrer                  | Chassis       | Motor          | Reifen |
| ------------------------------ | --- | ----------------------- | ------------- | -------------- | ------ |
| Owen Racing Organisation       | 01  | Graham Hill             | BRM P57       | BRM 1.5 V8     | D      |
| Owen Racing Organisation       | 02  | Richie Ginther          | BRM P57       | BRM 1.5 V8     | D      |
| Emeryson Cars                  | 04  | John Campbell-Jones     | Lotus 18      | Climax 1.5 L4  | D      |
| Emeryson Cars                  | 04  | John Campbell-Jones     | Emeryson 1006 | Climax 1.5 L4  | D      |
| Bowmaker Racing Team           | 05  | John Surtees            | Lola Mk4      | Climax 1.5 V8  | D      |
| Ecurie Maarsbergen             | 07  | Carel Godin de Beaufort | Porsche 718   | Porsche 1.5 B4 | D      |
| Scuderia Ferrari SpA SEFAC     | 09  | Phil Hill               | Ferrari 156   | Ferrari 1.5 V6 | D      |
| Scuderia Ferrari SpA SEFAC     | 10  | Willy Mairesse          | Ferrari 156   | Ferrari 1.5 V6 | D      |
| Scuderia Ferrari SpA SEFAC     | 11  | Giancarlo Baghetti      | Ferrari 156   | Ferrari 1.5 V6 | D      |
| Scuderia Ferrari SpA SEFAC     | 12  | Ricardo Rodríguez       | Ferrari 156   | Ferrari 1.5 V6 | D      |
| Brabham Racing Organisation    | 15  | Jack Brabham            | Lotus 24      | Climax 1.5 V8  | D      |
| Team Lotus                     | 16  | Jim Clark               | Lotus 25      | Climax 1.5 V8  | D      |
| Team Lotus                     | 16  | Jim Clark               | Lotus 24      | Climax 1.5 V8  | D      |
| Team Lotus                     | 17  | Trevor Taylor           | Lotus 24      | Climax 1.5 V8  | D      |
| Rob Walker Racing Team         | 18  | Maurice Trintignant     | Lotus 24      | Climax 1.5 V8  | D      |
| Equipe Nationale Belge         | 19  | Lucien Bianchi          | Lotus 18/21   | Climax 1.5 L4  | D      |
| UDT Laystall Racing Team       | 20  | Innes Ireland           | Lotus 24      | Climax 1.5 V8  | D      |
| UDT Laystall Racing Team       | 20  | Masten Gregory          | Lotus 24      | Climax 1.5 V8  | D      |
| UDT Laystall Racing Team       | 21  | Innes Ireland           | Lotus 24      | BRM 1.5 V8     | D      |
| UDT Laystall Racing Team       | 21  | Masten Gregory          | Lotus 24      | BRM 1.5 V8     | D      |
| Ecurie Filipinetti             | 22  | Jo Siffert              | Lotus 21      | Climax 1.5 L4  | D      |
| Autosport Team Wolfgang Seidel | 23  | Dan Gurney              | Lotus 24      | BRM 1.5 V8     | D      |
| Cooper Car Company             | 25  | Bruce McLaren           | Cooper T60    | Climax 1.5 V8  | D      |
| Cooper Car Company             | 26  | Tony Maggs              | Cooper T60    | Climax 1.5 V8  | D      |

Anmerkungen
1. 1 2  John Campbell-Jones fuhr den Lotus 18 mit der Nummer 4 in den Trainingssitzungen und im Rennen. Der Emeryson mit der Nummer 4 wurde nur im Training verwendet.
2. 1 2  Jim Clark fuhr den Lotus 25 mit der Nummer 16 in den Trainingssitzungen und im Rennen.
3. 1 2  Beide Fahrer waren auf beide Wagen gemeldet. Innes Ireland fuhr den Lotus 24 mit der Nummer 20 und dem Climax-Motor in den Trainingssitzungen und im Rennen. Masten Gregory fuhr den Lotus 24 mit der Nummer 21 und dem BRM-Motor in den Trainingssitzungen und im Rennen.

## Klassifikationen

### Startaufstellung
| Pos. | Fahrer                  | Konstrukteur  | Zeit       | Ø-Geschwindigkeit | Start |
| ---- | ----------------------- | ------------- | ---------- | ----------------- | ----- |
| 01   | Graham Hill             | B.R.M.        | 3:57,0     | 214,18 km/h       | 01    |
| 02   | Bruce McLaren           | Cooper-Climax | 3:58,8     | 212,56 km/h       | 02    |
| 03   | Trevor Taylor           | Lotus-Climax  | 3:59,3     | 212,12 km/h       | 03    |
| 04   | Phil Hill               | Ferrari       | 3:59,6     | 211,85 km/h       | 04    |
| 05   | Innes Ireland           | Lotus-Climax  | 3:59,8     | 211,68 km/h       | 05    |
| 06   | Willy Mairesse          | Ferrari       | 3:59,8     | 211,68 km/h       | 06    |
| 07   | Ricardo Rodríguez       | Ferrari       | 4:01,0     | 210,62 km/h       | 07    |
| 08   | Masten Gregory          | Lotus-B.R.M.  | 4:01,0     | 210,62 km/h       | 08    |
| 09   | Richie Ginther          | B.R.M.        | 4:01,4     | 210,27 km/h       | 09    |
| 10   | Tony Maggs              | Cooper-Climax | 4:03,6     | 208,37 km/h       | 10    |
| 11   | John Surtees            | Lola-Climax   | 4:04,4     | 207,69 km/h       | 11    |
| 12   | Jim Clark               | Lotus-Climax  | 4:04,9     | 207,27 km/h       | 12    |
| 13   | Carel Godin de Beaufort | Porsche       | 4:07,7     | 204,93 km/h       | 13    |
| 14   | Giancarlo Baghetti      | Ferrari       | 4:08,0     | 204,68 km/h       | 14    |
| 15   | Jack Brabham            | Lotus-Climax  | 4:08,2     | 204,51 km/h       | 15    |
| 16   | Maurice Trintignant     | Lotus-Climax  | 4:09,2     | 203,69 km/h       | 16    |
| 17   | Jo Siffert              | Lotus-Climax  | 4:11,6     | 201,75 km/h       | 17    |
| 18   | Lucien Bianchi          | Lotus-Climax  | 4:18,9     | 196,06 km/h       | 18    |
| 19   | John Campbell-Jones     | Lotus-Climax  | 4:26,9     | 190,18 km/h       | 19    |
| 20   | Dan Gurney              | Lotus-B.R.M.  | keine Zeit | –                 | 20    |

### Rennen
| Pos. | Fahrer                  | Konstrukteur  | Runden | Stopps | Zeit        | Start | Schnellste Runde |
| ---- | ----------------------- | ------------- | ------ | ------ | ----------- | ----- | ---------------- |
| 01   | Jim Clark               | Lotus-Climax  | 32     |        | 2:07:32,3   | 12    | 3:55,6           |
| 02   | Graham Hill             | B.R.M.        | 32     |        | + 44,1      | 01    | 3:58,0           |
| 03   | Phil Hill               | Ferrari       | 32     |        | + 2:06,5    | 04    | 3:59,0           |
| 04   | Ricardo Rodríguez       | Ferrari       | 32     |        | + 2:06,6    | 07    | 4:04,4           |
| 05   | John Surtees            | Lola-Climax   | 31     |        | + 1 Runde   | 11    | 4:04,4           |
| 06   | Jack Brabham            | Lotus-Climax  | 30     |        | + 2 Runden  | 15    | 4:09,0           |
| 07   | Carel Godin de Beaufort | Porsche       | 30     |        | + 2 Runden  | 13    | 4:12,1           |
| 08   | Maurice Trintignant     | Lotus-Climax  | 30     |        | + 2 Runden  | 16    | 4:13,4           |
| 09   | Lucien Bianchi          | Lotus-Climax  | 29     |        | + 3 Runden  | 18    | 4:22,2           |
| 10   | Jo Siffert              | Lotus-Climax  | 29     |        | + 3 Runden  | 17    | 4:18,6           |
| 11   | John Campbell-Jones     | Lotus-Climax  | 16     |        | + 16 Runden | 19    | 4:32,8           |
| –    | Willy Mairesse          | Ferrari       | 25     |        | DNF         | 06    | 3:57,0           |
| –    | Trevor Taylor           | Lotus-Climax  | 25     |        | DNF         | 03    | 3:57,0           |
| –    | Richie Ginther          | B.R.M.        | 22     |        | DNF         | 09    | 4:07,0           |
| –    | Tony Maggs              | Cooper-Climax | 22     |        | DNF         | 10    | 4:00,8           |
| –    | Bruce McLaren           | Cooper-Climax | 19     |        | DNF         | 02    | 3:58,3           |
| –    | Masten Gregory          | Lotus-B.R.M.  | 13     |        | DNF         | 08    | 4:06,9           |
| –    | Innes Ireland           | Lotus-Climax  | 8      |        | DNF         | 05    | 4:01,7           |
| –    | Giancarlo Baghetti      | Ferrari       | 3      |        | DNF         | 14    | 4:34,3           |
| DNS  | Dan Gurney              | Lotus-B.R.M.  | 0      | –      | –           | –     | –                |

## WM-Stände nach dem Rennen
Die ersten sechs des Rennens bekamen 9, 6, 4, 3, 2, 1 Punkte. Es zählten nur die fünf besten Ergebnisse aus neun Rennen. In der Konstrukteurswertung zählten dabei nur die Punkte des bestplatzierten Fahrers eines Teams.

### Fahrerwertung
| Pos. | Fahrer                  | Konstrukteur  | Punkte |
| ---- | ----------------------- | ------------- | ------ |
| 01   | Graham Hill             | B.R.M.        | 16     |
| 02   | Phil Hill               | Ferrari       | 14     |
| 03   | Jim Clark               | Lotus-Climax  | 9      |
| 04   | Bruce McLaren           | Cooper-Climax | 9      |
| 05   | Trevor Taylor           | Lotus-Climax  | 6      |
| 06   | John Surtees            | Lola-Climax   | 5      |
| 07   | Lorenzo Bandini         | Ferrari       | 4      |
| 08   | Giancarlo Baghetti      | Ferrari       | 3      |
| 09   | Ricardo Rodríguez       | Ferrari       | 3      |
| 10   | Tony Maggs              | Cooper-Climax | 2      |
| 11   | Jo Bonnier              | Porsche       | 2      |
| 12   | Carel Godin de Beaufort | Porsche       | 1      |
| 13   | Jack Brabham            | Lotus-Climax  | 1      |

| Pos. | Fahrer              | Konstrukteur    | Punkte |
| ---- | ------------------- | --------------- | ------ |
| 14   | Willy Mairesse      | Ferrari         | 0      |
| 15   | Maurice Trintignant | Lotus-Climax    | 0      |
| 16   | Lucien Bianchi      | Lotus-Climax    | 0      |
| 17   | Jo Siffert          | Lotus-Climax    | 0      |
| 18   | John Campbell-Jones | Lotus-Climax    | 0      |
| –    | Innes Ireland       | Lotus-Climax    | 0      |
| –    | Roy Salvadori       | Lola-Climax     | 0      |
| –    | Dan Gurney          | Porsche         | 0      |
| –    | Jackie Lewis        | Cooper-Climax   | 0      |
| –    | Richie Ginther      | B.R.M.          | 0      |
| –    | Masten Gregory      | Lotus-Climax    | 0      |
| –    | Wolfgang Seidel     | Emeryson-Climax | 0      |
| –    | Ben Pon             | Porsche         | 0      |

### Konstrukteurswertung
| Pos. | Konstrukteur | Punkte |
| ---- | ------------ | ------ |
| 01   | B.R.M.       | 16     |
| 02   | Lotus        | 15     |
| 03   | Ferrari      | 14     |
| 04   | Cooper       | 11     |

| Pos. | Konstrukteur | Punkte |
| ---- | ------------ | ------ |
| 05   | Lola         | 5      |
| 06   | Porsche      | 1      |
| 07   | Emeryson     | 0      |